# Твртко Яковина
Твртко Яковина (хорв. Tvrtko Jakovina; нар. 2 березня 1972, Пожега) — хорватський історик, політичний радник, автор книжок, професор філософського факультету Загребського університету. Багато років є запрошеним викладачем у Болонському університеті, а також викладав у Сплітському університеті.

## Життєпис
Народився у славонському місті Пожега, де закінчив початкову і середню школу та пройшов обов'язкову військову службу. З 1991 по 1996 рік навчався на історика на філософському факультеті Загребського університету. Був засновником і першим почесним членом хорватського відділення Міжнародної асоціації студентів-істориків. Ще студентом вивчав за обміном певні дисципліни в Канзаському університеті, USIA та Бостонському коледжі. Аспірантуру закінчив у Левенському католицькому університеті. Упродовж 2000/01 навчального року був запрошеним стипендіатом Фулбрайта у Джорджтаунському університеті у Вашингтоні. Після того також відвідував Лондонську школу економіки та політичних наук і семінари в Ізраїлі з питань Голокосту.
З 2010 року Твртко Яковина — член Ради з питань зовнішньої політики та міжнародних відносин Президента Республіки Хорватія Іво Йосиповича. Він є також членом Ради Хорватсько-американського товариства, заступником голови Правління Центру права і демократії ім. Міка Тріпала, заступником голови Товариства хорватської історії. З 2013 р. веде передачу «Третя історія» на HRT3.
Виголосив велику кількість публічних лекцій та відвідав багато форумів у Хорватії та за кордоном. Був співавтором підручника історії для старшокласників. Автор сотень статей, опублікованих у щоденних газетах, таких як «Jutarnji list» і «Vjesnik».  Через свої прилюдно озвучені позиції щодо важливості об'єктивності в історичних дослідженнях часто піддавався нападкам хорватських праворадикалів. До кола його найбільших зацікавлень входить історія ХХ століття, американська історія, холодна війна, рух неприєднання та політика розрядки.

## Науковий і письменницький доробок
Написав книжки «Соціалізм на американській пшениці» (хорв. Socijalizam na američkoj pšenici), «Американський комуністичний союзник; хорвати, Югославія Тіто та Сполучені Штати Америки 1945-1955 рр.» (хорв. Američki komunistički saveznik; Hrvati, Titova Jugoslavija i Sjedinjene Američke Države 1945-1955), «Третя сторона Холодної війни» (хорв. Treća strana Hladnog rata), «Моменти катарсису. Переломні події XX століття» (хорв. Trenuci katarze. Prijelomni događaji XX stoljeća) та упорядив книжку  «Хорватська весна, сорок років по тому» (хорв. Hrvatsko proljeće, četrdeset godina poslije). Написав низку статей із питань зовнішньої політики Тітовської Югославії, історії Хорватії та Югославії ХХ ст. Його книжки були удостоєні державних премій у 2004 та 2014 роках, Яковина — володар літературної премії «Циклоп» 2013 р. і премії Товариства викладачів університетів та інших науковців.
Книжка «Третя сторона Холодної війни» — це прискіпливий погляд ізсередини на Рух неприєднання і те, як функціонувала ця організація з більш ніж сотнею держав. На відміну від перших двох книжок Яковини, які торкалися теми зовнішньої політики Югославії з 1945 по 1963 рік, ця книжка не зосереджується виключно на Югославії та її зовнішніх зносинах, а фокусується на Русі неприєднання. В одинадцятьох своїх розділах книжка висвітлює всі ключові події Руху неприєднання в часи Холодної війни від зародження цього руху до сьогодення.
2013 р. книжка «Моменти катарсису. Переломні події XX століття» здобула літературну нагороду «Циклоп» у категорії публіцистичних і науково-популярних книжок. Книжка дає короткий огляд політичної історії ХХ століття. Від Великої війни і до падіння Берлінського муру автор вирізнив саме ті події і тих осіб, які ознаменували політичну історію даного проміжку часу.